# Levermoskommetje
Het levermoskommetje (Bryoscyphus marchantiae) is een schimmel behorend tot de familie Helotiaceae. Het leeft als biotrofe parasiet op thalli van thalleuze levermossen, zoals Marchantia en Pellia in verschillende biotopen.

## Kenmerken
De asci meten 70(-80) × 10 µm. De ascosporen zijn elliptisch-fusiform 14-18 × 3-4 µm.

## Verspreiding
Het levermoskommetje komt in Nederland zeer zeldzaam voor.

## Foto's

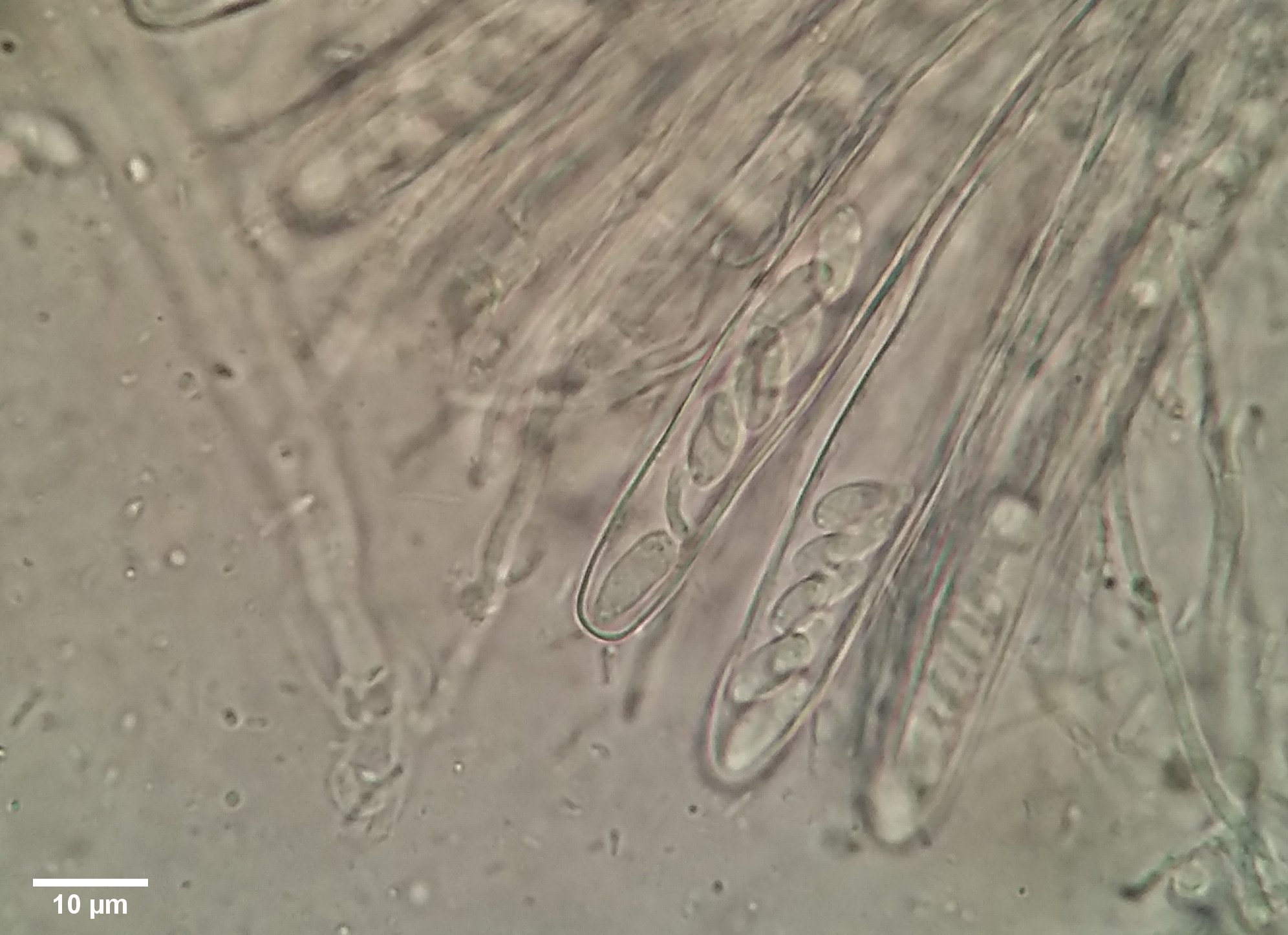
Ascus met sporen
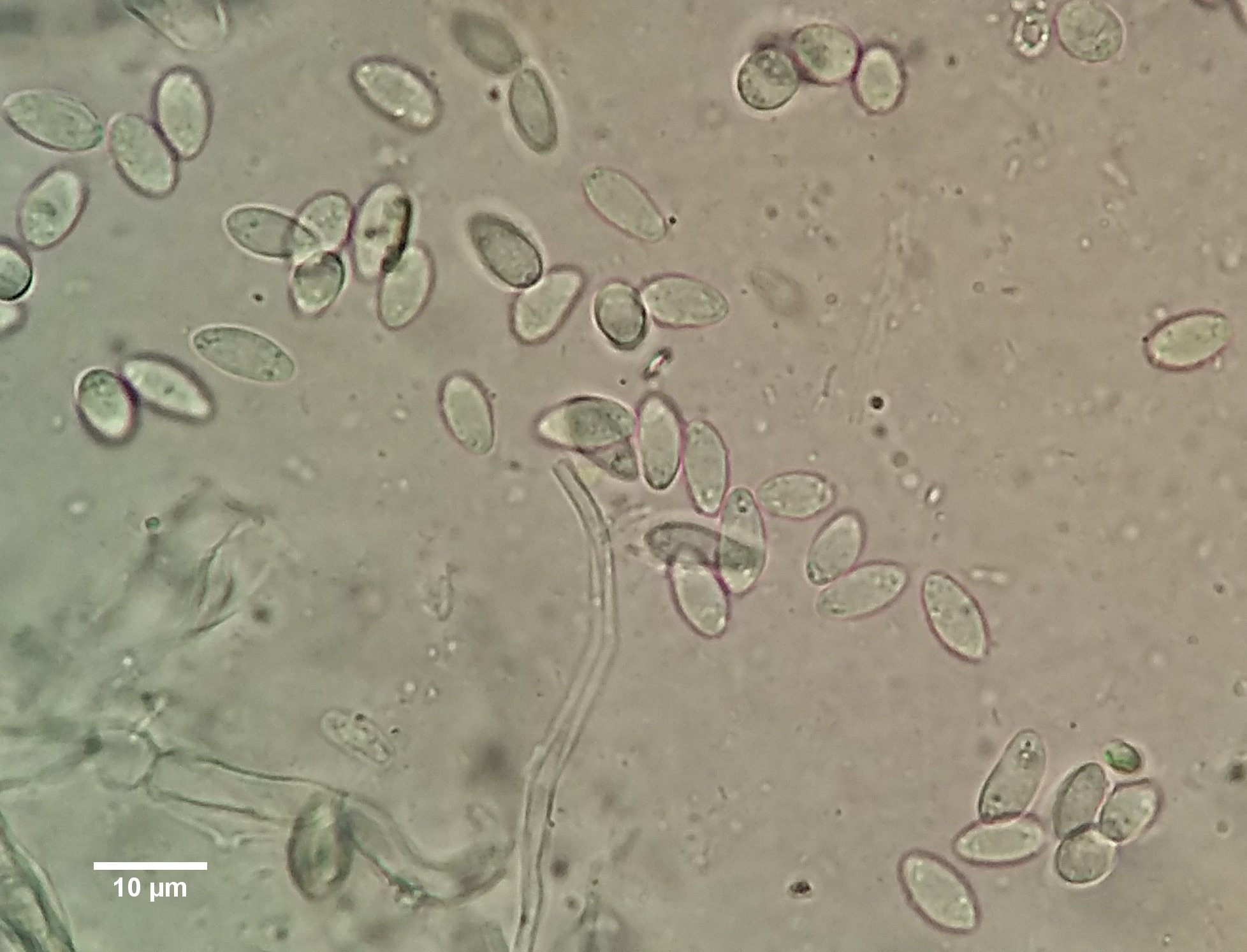
Sporen